# 달이 딜리버리
사무실, 쇼핑몰 등 복잡한 공간에서도 고객이 물건을 편리하게 수령할 수 있도록 배달하는 자율주행 배송로봇이다.

## 상세
현대자동차와 기아가 달이 딜리버리(DAL-e Delivery)를 개발했다. 모서리가 둥근 사각기둥 형태로 디자인했으며, 건물 엘리베이터 및 출입문 관제 시스템과 연동해 건물 전 층을 오가며 배송하는 것이 가장 큰 특징이다. 4개의 PnD 모듈을 기반으로 최대 4.32km/h까지 속력을 낼 수 있으며, 내부 적재 공간을 확장해 10kg까지 물건을 적재할 수 있다.
로보틱스랩에서 자체 개발한 인공지능 안면인식 기술을 적용해 배송 목적지에 도착하면 카메라로 수령 대상자를 인식해서 자동으로 문이 열리고, 문이 열리면 수납 트레이가 앞으로 나오도록 설계했다. 또한 달이 딜리버리에 서비스 현황을 나타내는 11.6인치 고해상도 디스플레이를 장착해 화면에 목적지, 운영 현황 등이 표시된다.
2024년 6월 20일, 서울 성수동에 위치한 ‘팩토리얼 성수’ 빌딩에서 서비스를 시작했다. 고객이 모바일 앱으로 주문한 음료를 지하 1층 카페에서 사무실이나 회의실까지 배달해준다. 이 로봇은 건물 엘리베이터와 출입문 등 관제 시스템과 통신한 정보를 실시간으로 분석해 로봇 스스로 각 층을 자유롭게 오가며 최적 경로를 생성하여 빠르게 배송할 수 있다.
로봇에 적용된 인공지능 안면인식 기술을 활용해 수령 대상자를 인식해 음료를 전달한다. 이는 현대차 기아가 자체 개발한 기술로 정확도가 99.9%라 한다. 
한 번에 커피 16잔, 10kg 무게의 물품까지 배달할 수 있고 택배나 우편물 배송 서비스까지 확장할 계획이다. 영상보기

## 여담
2024년 8월 9일, 경기도 의왕시 부곡파출소 앞 횡단보도에서 교통신호 정보를 활용해 횡단보도를 건너는 주행 실증 시연에 성공했다.
관제시스템이 연동된 교통신호 정보와 자율주행 기술을 기반으로 사람 또는 장애물을 회피하며 이동하고, AI비전 기술을 활용해 현장 신호정보를 자체적으로 한 차례 더 확인해 로봇 스스로 현장 신호등 정보를 확인할 수 있다.

## 같이 보기
배송로봇
기아
현대자동차
현대자동차그룹
현대위아